# Хлёбас, Дмитрий Викторович
Дми́трий Ви́кторович Хлёбас (укр. Дмитро Вікторович Хльобас; род. 9 мая 1994[…], Лохвица, Полтавская область) — украинский футболист, нападающий. Выступал в молодёжной сборной Украины.

## Карьера
Футболом начинал заниматься в родной Лохвице. В 11 лет после одного из детских турниров в Киеве был приглашён в академию киевского «Динамо», где прошёл все ступени обучения. После окончания академии играл в молодёжной команде «Динамо».
За главную команду «Динамо» дебютировал 17 ноября 2012 года в матче против донецкого «Металлурга». Тренер, доверивший место в главной команде «Динамо» — Олег Блохин.
20 февраля 2013 года был заявлен на матчи в Профессиональной футбольной лиге Украины за команду «Динамо-2» Киев.
В 2015 году играл в аренде за «Говерлу». 2 февраля 2016 года подписал арендное соглашение на полгода с полтавской «Ворсклой».
20 июля 2017 года заключил арендное соглашение с минским «Динамо».
11 июля 2018 года подписал трёхлетний контракт с черниговской «Десной».

## Международная карьера
В июне 2015 года был вызван наставником украинской «молодёжки» Сергеем Ковальцом для участия в Мемориале Лобановского. На этом турнире «жёлто-синие» заняли второе место, а Хлёбас принял участие в обоих матчах.